# Pássaro da Manhã (álbum)
Pássaro da Manhã é o sétimo álbum de estúdio da cantora brasileira Maria Bethânia, lançado em 1977 pela Philips Records. Foi o segundo disco da cantora a receber a certificação Ouro.

## Faixas
| N.º            | Título                                                                                                   | Composição                                                          | Duração |  |
| 1.             | "Texto de Fernando Pessoa com fundo musical "Até Pensei""                                                | Chico Buarque                                                       | 1:26    |  |
| 2.             | "Tigresa"                                                                                                | Caetano Veloso                                                      | 5:38    |  |
| 3.             | "Texto de Fauzi Arap com fundo musical de "Jogo de Damas" / Um Jeito Estúpido de te Amar"                | Isolda / Milton Carlos                                              | 4:05    |  |
| 4.             | "Começaria Tudo Outra Vez"                                                                               | Gonzaguinha                                                         | 2:17    |  |
| 5.             | "Promessa"                                                                                               | Custódio Mesquita / Evaldo Rui                                      | 2:15    |  |
| 6.             | "Gente"                                                                                                  | Caetano Veloso                                                      | 2:55    |  |
| 7.             | "Texto de Maria Bethânia / Há um Deus"                                                                   | Lupicínio Rodrigues                                                 | 2:20    |  |
| 8.             | "Terezinha"                                                                                              | Chico Buarque                                                       | 2:48    |  |
| 9.             | "Cabocla Jurema* / Por Causa Desta Cabocla"                                                              | - Tradicional - Adpt. Rosinha de Valença / Ary Barroso Luís Peixoto | 4:44    |  |
| 10.            | "Texto de Clarice Lispector com fundo musical "Um Índio" Caetano Veloso / O Que Será? (A Flor da Terra)" | Chico Buarque                                                       | 2:20    |  |
| Duração total: | Duração total:                                                                                           | Duração total:                                                      | 27:13   |  |